# Artabotrys jacques-felicis
Artabotrys jacques-felicis là loài thực vật có hoa thuộc họ Na. Loài này được Pellegr. mô tả khoa học đầu tiên năm 1950.